# Taito Type X
Taito Type X（タイトー タイプエックス）は、タイトーが開発し2004年10月5日に発表したアーケードゲーム基板である。
先代Type-Zeroの後継機であり、WOLFシステム以来のPC/AT互換機ベースのアーケードゲーム基板でもある。

## 概要
Taito Type Xの開発には東芝パソコンシステム株式会社（旧：東芝プラットフォームソリューション株式会社 現：株式会社ソード）が協力しており、東芝パソコンシステムが組み込み機器用製品として製造・販売している「FABコントローラシリーズ」が、Taito Type Xのベースとなっている。

### 特徴
PC/AT互換PCを基に設計されているため（プラットフォームにはWindows XP Embedded、Type X ZeroはWindows Embedded Standard 7、Type X3はWindows Embedded Standard 7 64bit版がそれぞれ採用されている）、PCの開発インフラがそのまま使用でき従来の基板より格段に開発費を安くすることができる。また、ビデオボードの差し換えにより個々のゲームに最適のスペックを用意できるのも強みとなっており、中には機種別専用品を使用するゲームもある。
Type Xリリース直後はマザーボードが割高であった事と動作不良の多さからオペレーターの評価は芳しくなく、セガ（後のセガ・インタラクティブ）の基板であるNAOMIが再び盛り返してきた事もあって今ひとつ普及には至ってはいなかったが、NAOMI GD-ROM SYSTEMの供給及び保守終了とType X2のリリースに伴いサードパーティーも増加し、ゲームセンター以外にも設置されるデータカードダスなどのトレーディングカードアーケードゲーム等でも広く利用されている。
PC/AT互換機の汎用性を生かし、一部筐体では一部パーツのアップグレードが行われており、電車でGO!!では、Type X4を採用しつつも、GPUをNVIDIA GeForce GTX 960からNVIDIA GeForce GTX 1080に変更するなどの柔軟性を持つ。

## バリエーションと主なスペック
- Taito Type X
  - チップセット : Intel 865G
  - CPU : Celeron 2.5GHz（Celeron 2.0GHz/2.8GHz、Pentium 4 2.0GHz/2.4GHz/2.6GHz/2.8GHz/3.0GHzHT 対応可能）
  - GPU : ATI RADEON 9600SE（128MB）／9600XT（128MB）／X700PRO（256MB）
- Taito Type X+
- Taito Type X7 （パチンコ・パチスロ機用として発表・開発が進められていたが、コスト上の問題と保安通信協会の認定通過に手間取った事から、実際に採用された例はなく、タイトー子会社だったパチンコ・パチスロメーカーであるバルテックの株式譲渡による持分法適用会社除外に伴い、事実上開発終了となり、公式サイトからも製品写真を残して仕様が削除された。）
- Taito Type X2
  - マザーボード : TEM110 (株式会社ソード製)
  - チップセット : Intel Q965 ＋ ICH8
  - CPU : Intel Core 2 Duo E6400／Pentium 4 651／Celeron D 352等
  - GPU（PCI Express x16対応） : ATI RADEON X1600Pro／X1300LE、NVIDIA GeForce 7900GS／7600GS／7300GS等
- Taito Type X3
  - チップセット : Intel Q67 Express
  - CPU : Intel Core i3 2130／Core i5 2400／Core i7 2600
  - GPU : AMD RADEON HD 6770／NVIDIA GeForce GTX 660Ti /NVIDIA Ge Force GTX 760
  - RAM : 2GB DDR3 (最大16GB)
- Taito Type X4
  - CPU : Core i5 4590s
  - GPU : NVIDIA GeForce GTX 960
  - RAM : 8GB DDR3
- Taito Type X Zero
  - チップセット : NVIDIA MCP7A-ION
  - CPU : Intel Atom 230（1.6GHz）
  - GPU : NVIDIA GeForce 9400M

## 参入サードパーティー
- SNK
- タクミコーポレーション
- MOSS
- スコーネック
- アルファ・システム
- 童
- トレジャー
- アークシステムワークス
- カプコン
- アトラス
- アリカ
- クロスノーツ
- サクセス
- ミッチェル
- バンダイ
- バンダイナムコゲームス（バンプレストレーベル）
- スクウェア・エニックス
- ブロッコリー
- タカラトミーアーツ（2012年3月まではタカラトミーが担当。）
- グレフ

アーケードゲーム基板を開発している同業他社（グループ会社も含む）もサードパーティーに名を連ねている。カプコンはアーケードゲーム基板の自社開発を中断し、本シリーズの他にもセガ・インタラクティブ製のNAOMI・Nu、バンダイナムコエンターテインメント製のシステム246を採用している。バンダイナムコグループは、バンダイがナムコとの経営統合前からデータカードダス初代筐体にTaito Type Xを搭載していたが、後にバンダイナムコエンターテインメント開発のSYSTEM ES2 PLUSに切り替えられ、2015年3月にTaito Type Xを搭載していたデータカードダス初代筐体のサービス終了に伴い撤退。アーケードゲーム開発を行うセガ・インタラクティブと同じセガサミーグループのアトラスもトレーディングカードアーケードゲーム筐体であるクルカステーションにTaito Type Xを搭載していたが、セガへのアーケードゲーム事業移管後に発売され、かつクルカステーション筐体を採用している『けいおん!! 放課後リズムセレクション』と『劇場版 魔法少女まどか☆マギカ MAGICARD BATTLE』に搭載されている基板に関しては不明である。タカラトミーアーツもプリティーリズムシリーズにTaito Type X2を採用していたが、2014年稼働開始のプリチケ筐体（『プリパラ』・『ブキガミ』などに採用）ではSupermicro製マザーボードに切り替えられた。

## 主なタイトル

### Taito Type X
- 翼神 GIGAWING GENERATIONS（タクミコーポレーション／タイトー、2004年）
- カオスブレイカー（イオリス／タイトー、2004年）
- ハリキリオンライン プロ野球（タイトー、2004年）
- 対戦ホットギミック ミックスパーティー（クロスノーツ／彩京、2005年）
- テトリス ザ・グランドマスター3 -Terror Instinct-（アリカ、2005年）
- データカードダスシリーズ（バンダイ・実開発はメトロ・アスペクト・アートディンク等、2005年 - 2015年）
- 雷電III（MOSS／タイトー、2005年）
- HOMURA（スコーネック／タイトー、2005年）
- スピカアドベンチャー（タイトー、2005年）
- 兎-野生の闘牌- ONLINE（童／タイトー、2005年）
- 対戦ホットギミック 未来永劫（みらいへゴー）（クロスノーツ／彩京、2006年）
- 式神の城III（アルファ・システム・実開発はスコーネック／タイトー、2006年）
- ダイノマックス（タイトー、2006年）※メダルゲーム
- クルカステーション（アトラス・インデックス→セガ）
  - きらりん☆レボリューション ハッピー☆アイドルライフ（2006年 - 2009年）
  - 家庭教師ヒットマンREBORN! サザンクロスバトル（2008年 - 2010年）
  - 極上!!めちゃモテ委員長 クルモテ ガールズコンテスト!（2009年 - 2011年）
  - イナズマイレブン 爆熱サッカーバトル（2010年 - 2011年）
  - 電車カードゲーム テツダマシィ（2011年 - 2013年）
  - イナズマイレブンGO バトルスタジアム（2011年 - 2013年）
  - けいおん! 放課後リズムタイム（2013年 - 2014年）
  - イナズマイレブンGO バトリズム（2013年 - 2014年）
- ワンタメ ミュージックチャンネル（カプコン、2006年 - 2010年）
- 雷電IV（MOSS／タイトー、2007年）
- ポケモンバトリオシリーズ（AQインタラクティブ／タカラトミー→タカラトミーアーツ、2007年 - 2012年）
- THE KING OF FIGHTERS '98 ULTIMATE MATCH（SNKプレイモア／タイトー、2008年3月18日）
- トラブル☆ウィッチーズAC 〜アマルガムの娘たち〜（冒険企画局／タイトー、2009年7月1日）
- 豪血寺一族 先祖供養（アトラス／ノイズファクトリー、2009年7月24日）
- KOF SKY STAGE（SNKプレイモア・実開発はMOSS／タイトー、2010年1月22日）

### Taito Type X+
- バトルギア4（タイトー、2005年）
- ハーフライフ2 サバイバー（Valve Software／タイトー、2006年）
- 機動戦士ガンダム スピリッツオブジオン（バンプレスト）
  - 〜修羅の双星〜（2006年）
  - 〜戦士の記憶〜（2007年9月21日）

### Taito Type X2
- アクエリアンエイジ オルタナティブ（ブロッコリー／タイトー、2007年）
- バトルファンタジア（アークシステムワークス／タイトー、2007年）
- ドラゴンクエスト モンスターバトルロード（スクウェア・エニックス・実開発はロケットスタジオ）／タイトー、2007年）
- KOF MAXIMUM IMPACT REGULATION"A"（SNKプレイモア／タイトー、2007年7月14日）
- 悠久の車輪（スクウェア・エニックス／タイトー、2008年3月）
- サムライスピリッツ閃（SNKプレイモア・実開発はK2スタジオ／タイトー、2008年4月）
- LORD of VERMILION（スクウェア・エニックス、2008年6月17日）
- ストリートファイターIV（カプコン、2008年7月18日）
- D1GP ARCADE（タイトー、2008年9月）
- BLAZBLUE -CALAMITY TRIGGER-（アークシステムワークス、2008年11月20日）
- セニョールニッポン!（タイトー、2009年3月18日）
- ホッピングロード（タイトー、2009年3月）
- THE KING OF FIGHTERS XII（SNKプレイモア、2009年4月10日）
- ミュージックガンガン!（タイトー、2009年7月17日）
- ホーンテッド ミュージアム（タイトー、2009年7月）
- 旋光の輪舞 Dis-United Order（グレフ／タイトー、2009年7月）
- LORD of VERMILION II（スクウェア・エニックス、2009年10月27日）
- エレベーターアクション デスパレード（タイトー、2009年11月）
- BLAZBLUE -CONTINUUM SHIFT-（アークシステムワークス、2009年11月20日）
- サイバーダイバー（タイトー、2009年12月17日）
- 超・ちゃぶ台返し!（タイトー、2010年1月22日）
- ミュージックガンガン! 曲がいっぱい☆超増加版!（タイトー、2010年4月26日）
- ガイアアタック4（タイトー、2010年6月25日）
- ホッピングロードキッズ（タイトー、2010年6月30日）
- THE KING OF FIGHTERS XIII（SNKプレイモア／コナミデジタルエンタテインメント、2010年7月14日）
- プリティーリズム（タカラトミー→タカラトミーアーツ／シンソフィア、2010年7月15日）
- 超・ちゃぶ台返し!その2（タイトー、2010年10月20日）
- NESiCAxLive（タイトー、2010年12月9日）※ゲームの配信プラットフォームサービス
- スーパーストリートファイターIV ARCADE EDITION（カプコン、2010年12月16日）
- ダライアスバースト アナザークロニクル（タイトー、2010年12月17日）
- ミュージックガンガン!2（タイトー、2011年1月27日）
- ソニックブラストヒーローズ（タイトー、2011年2月25日）
- ホーンテッドミュージアムII ようこそ幻影遊園地へ（タイトー、2011年4月15日）
- 超・ちゃぶ台返し!巨人の星ド根性編（タイトー、2011年7月）
- LORD of VERMILION Re:2（スクウェア・エニックス、2011年7月26日）
- ペルソナ4 ジ・アルティメット イン マヨナカアリーナ（アトラス／アークシステムワークス、2012年3月1日）

### Taito Type X Zero
- NESiCAxLive サーバー[1]（タイトー、2010年12月）
- キックスルーレーサーズ（タイトー、2011年9月）
- モグってホレホレ（タイトー、2011年12月）
- グルーヴコースター（タイトー、2013年11月5日）

### Taito Type X3
- 超速変形ジャイロゼッター（スクウェア・エニックス／ロケットスタジオ、2012年6月21日）
- ガンスリンガー ストラトス（スクウェア・エニックス／バイキング、2012年7月12日）
- LORD of VERMILION III（スクウェア・エニックス、2013年8月22日）
- ガンスリンガー ストラトス2（スクウェア・エニックス／バイキング、2014年2月20日）
- ウルトラストリートファイターIV（カプコン、2014年4月17日）
- パズドラ バトルトーナメント -ラズール王国とマドロミドラゴン-（スクウェア・エニックス／ガンホー・オンライン・エンターテイメント、2014年4月24日）
- LEFT 4 DEAD -生存者たち-（タイトー、2014年12月10日）
- フィギュアヘッズ エース（スクウェア・エニックス、2017年6月21日）
- NESiCAxLive2（タイトー、2017年6月29日）※ゲームの配信プラットフォームサービス

### Taito Type X4
- ラブライブ! スクールアイドルフェスティバル 〜after school ACTIVITY〜（スクウェア・エニックス／KLab／ブシロード、2016年12月6日）
- マジシャンズデッド（バイキング、2016年12月8日）
- 電車でGO!!（タイトー、2017年11月7日）※GPUはNVIDIA GeForce GTX 1080
- 星と翼のパラドクス（スクウェア・エニックス／バイキング／サンライズ、2018年11月21日）※GPUはNVIDIA GeForce GTX 1080、メモリは16GB
- RHYTHMVADERS 音炫轨道（タイトー／华立科技、2019年）※グルーヴコースター中国版。CPUはIntel Pentium G4400、GPUはIntel HD Graphics 510、メモリは8GB
- ストリートファイターV タイプアーケード（カプコン、2019年3月14日）
- テトテ×コネクト（タイトー、2021年12月1日）※CPUはIntel Core i5 6500、GPUはNVIDIA GeForce GTX 1650、メモリは16GB
- MUSIC DIVER（タイトー／ROUND1、2022年12月1日）※CPUはIntel Core i5 6500、GPUはNVIDIA GeForce GTX 1650、メモリは8GB

### Taito Type X LITE
- ダイノキングビクトリー （タイトー、2020年3月19日）

## 開発及び発売中止タイトル

### Taito Type X2
- みんなでワッと!（タイトー）
- トップスピード（タイトー）

### Taito Type X Zero
- バトルホイール スピンギア（タイトー）